# پایگاه هوایی رانتاسالمی
پایگاه هوایی رانتاسالمی (به انگلیسی: Rantasalmi Airfield) (به زبان بومی: Rantasalmen lentokenttä) یک فرودگاه همگانی است که یک باند فرود آسفالت و شن دارد و طول باند آن ۷۴۰ متر است. این فرودگاه در کشور فنلاند قرار دارد و در ارتفاع ۸۹ متری از سطح دریا واقع شده است.